# Mormia tenebricosa
Mormia tenebricosa és una espècie d'insecte dípter pertanyent a la família dels psicòdids que es troba a Europa (l'Estat espanyol, Itàlia i França) i l'Àfrica del Nord (el Marroc i Algèria).